# Festival de folk de Newport

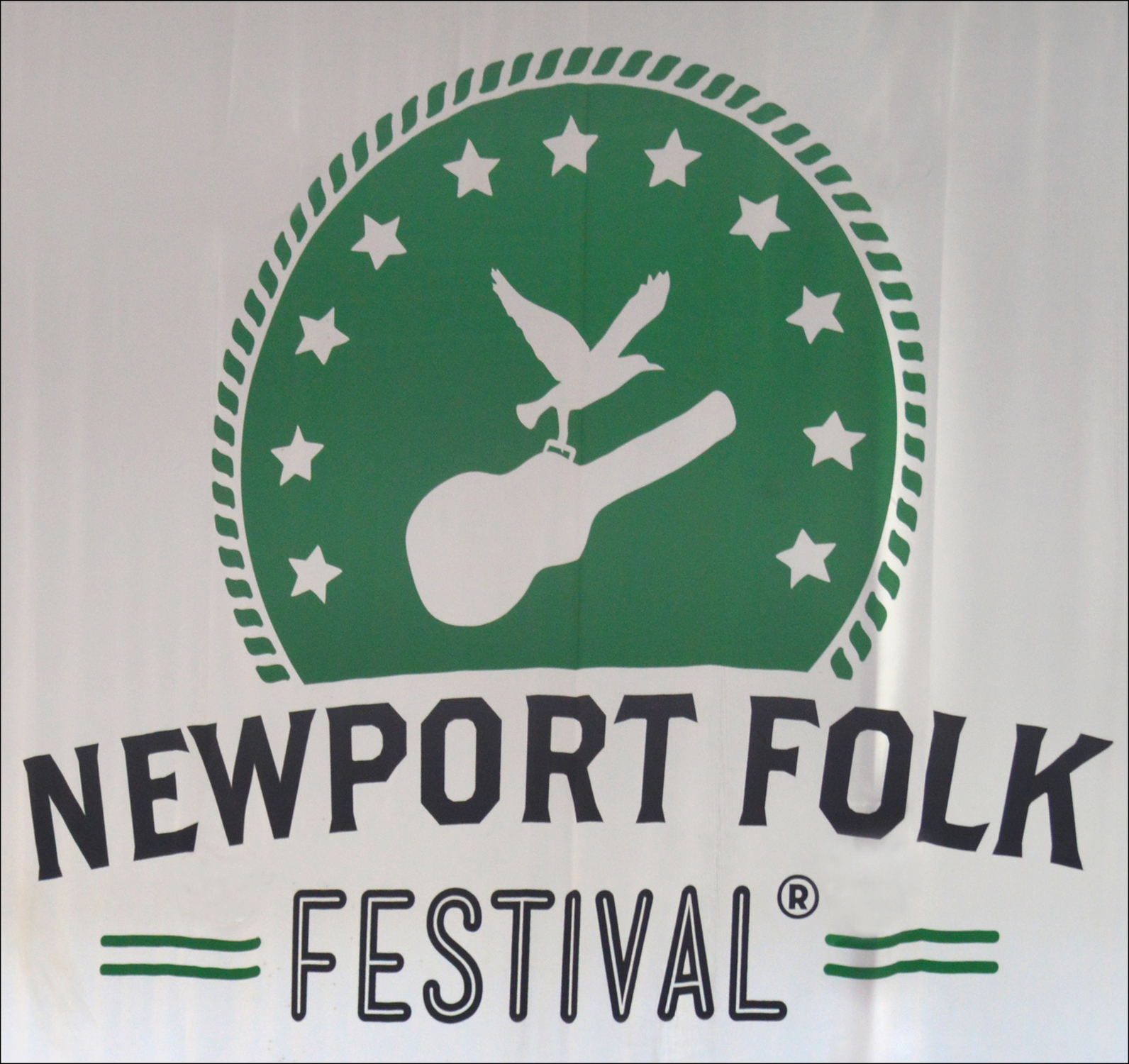
Newport Folk Festivals logo.

Le festival de folk de Newport (en anglais : The Newport Folk Festival) est un festival de musique se déroulant à Newport, dans le Rhode Island. Il a été le premier festival folk d'importance aux États-Unis. Créé en 1958 par les impresario George Wein et Albert Grossman (en), il est organisé en juillet et se déroule au Fort Adams State Park (en), au bord de l'eau. George Wein est également le créateur du Newport Jazz Festival.

## Histoire

### Naissance
La première édition débute le 11 juillet 1959 et se déroule pendant deux jours ; réunissant 28 artistes, elle révèle notamment Joan Baez, invitée par le chanteur Bob Gibson, le Kingston Trio en pleine ascension.. Après l'édition de 1960, le festival est interrompu pendant deux ans, à la suite des émeutes qui secouent le Newport Jazz Festival. 

### Renaissance

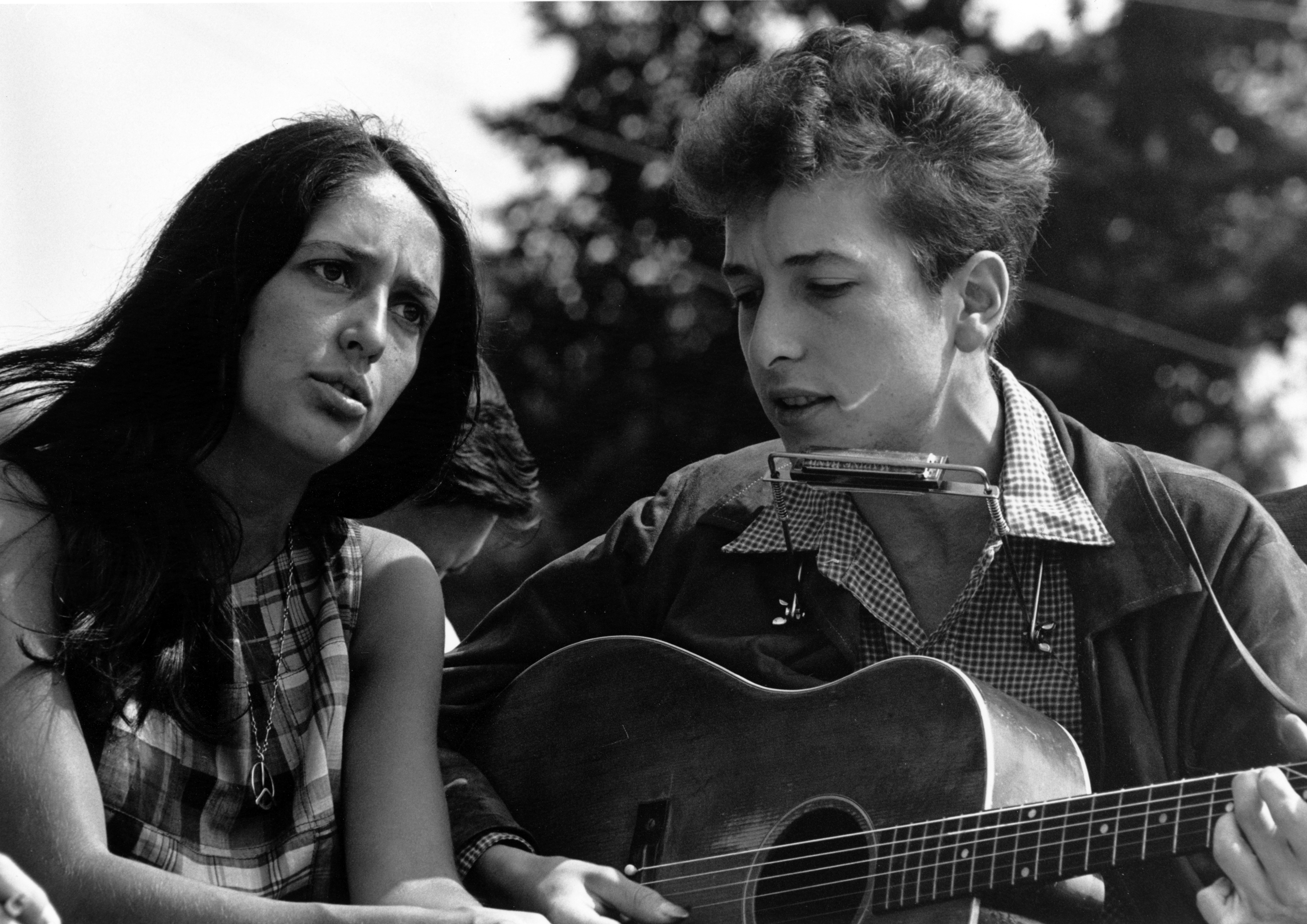
Joan Baez et Bob Dylan, 1963

En 1962, il renaît, sous l'impulsion de Wein, Pete Seeger et de Theodore Bikel, qui fondent la Newport Festival Foundation. L'association a désormais un but non lucratif, « pour tout d'abord présenter la musique folk sans les nécessités économiques usuelles, et ensuite pour perpétuer les traditions sur lesquelles se basent les regains d'intérêt actuels ». Le festival, organisé en « ateliers » (workshops), cherche à réunir des chanteurs traditionnels ainsi que des noms consacrés. Malgré son orientation folk, il accueillit également des artistes tels que Howlin' Wolf ou Johnny Cash.
Entre 45 000 et 47 000 spectateurs, en grande partie des lycéens et des étudiants viennent assister à l'édition de 1963, qui se déroule du 26 au 28 juillet. Une centaine d'artistes y participent, tels que Bob Dylan et Joan Baez, dont c'est la première prestation commune. En 1966, Rosalie Sorrels y représente ce qui sera son premier concert majeur. En 1967, le Bread and Puppet Theatre y présente son spectacle de grandes marionnettes : Chicken Little,

### Disparition puis recréation
Le festival de folk de Newport s'est arrêté en 1971 puis a repris en 1985 pour répondre à la résurgence de la musique folk. Il se déroule depuis aux premiers jours d'août.

## Filmographie

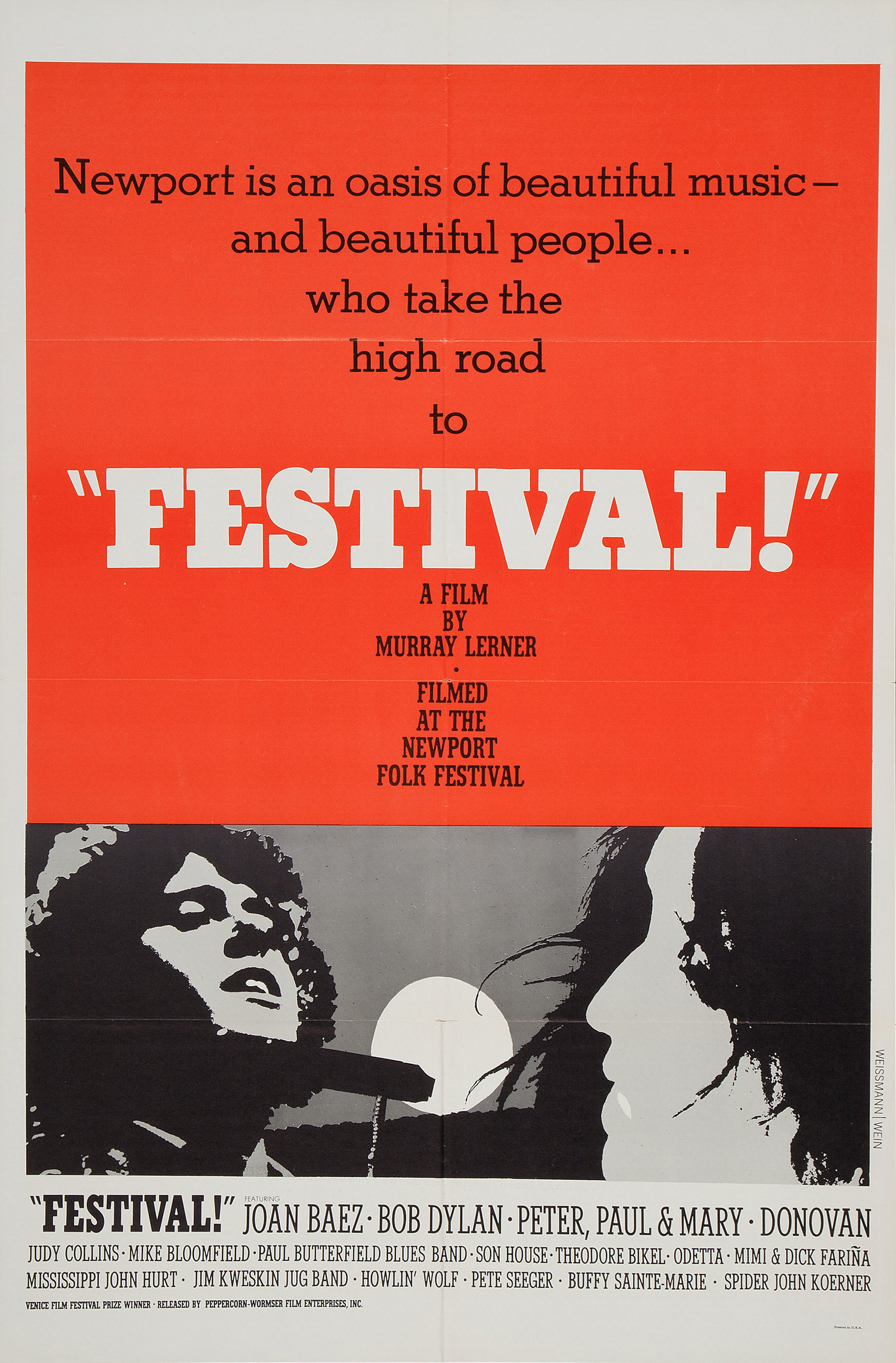
Affiche du documentaire Festival! de 1967, avec Donovan et Joan Baez.

Le documentaire intitulé Festival! sorti en 1967 et réalisé par Murray Lerner retrace certains concerts de la période 1963-1965.

### Documentaires
Le festival de Newport dans les années 1960 est abordé dans deux documentaires :  
- Festival ! de Murray Lerner (1967)
- No direction Home, de Martin Scorsese (2005)